# 山崎庸一郎
山崎 庸一郎（やまさき よういちろう、1929年10月21日 - 2013年7月21日）は、日本のフランス文学者、翻訳家。学習院大学名誉教授。

## 経歴
1929年、東京生まれ。旧制学習院を経て、東京大学文学部仏文科で学ぶ。1953年に卒業。
卒業後は学習院大学フランス文学科助手となり、講師、助教授を経て教授に昇進。2000年に学習院大学を定年退職し、名誉教授となった。

## 受賞・栄典
- 1967年：『ドゴール大戦回顧録』全6巻、共訳の功績により第2回クローデル賞を受賞。
- 2009年秋：瑞宝中綬章を受章[2]。

## 研究内容・業績
- 当初はルネサンス期の詩歌の研究を中心としていたが、フランス留学と前後してアントワーヌ・ド・サン＝テグジュペリ、テイヤール・ド・シャルダン、シモーヌ・ヴェイユなどに研究の中心を移した。主としてカトリック作家について数多くの翻訳をなした。
- 1990年には『サン＝テグジュペリ著作集』をほぼ全訳、2005年にはそれまでの研究の成果を活かした『小さな王子さま』の新訳を出した[3]。
- 教え子には中条省平がいる。

## 著作

### 著書
- 『テイヤール・ド・シャルダン 未来への問いかけ』（講談社現代新書） 1971
- 『サン＝テグジュペリの生涯』（新潮選書） 1971
  - 改訂版『「星の王子さま」のひと』（新潮文庫） 2000
- 『星の王子さまの秘密』（彌生書房） 1984
- 『愛のファンタスム アラン＝フルニエ試論』（踏青社） 1988

### 共著
- 『愛を問う』（佐古純一郎・田中澄江共著、女子パウロ会） 1973
- 『星の王子さまのはるかな旅』（監修、求龍堂グラフィックス） 1995
- 『よく使う順 フランス語フレーズ240』（佐藤久美子共著、中経出版） 1997

## 翻訳
- 『十六世紀フランス文学』（V・L・ソーニェ、二宮敬, 荒木昭太郎共訳、白水社、文庫クセジュ） 1958、のち改版
- 『ドゴール大戦回顧録』全6巻（ドゴール、村上光彦共訳、みすず書房） 1961 - 1966、のち新版
- 『モーリヤック 日記』第1・2（フランソワ・モーリャック、村上光彦共訳、みすず書房） 1961
- 『ペギー』（ロマン・ロラン、村上光彦共訳、「全集16」みすず書房） 1965
- 『中国で経験したこと』（ジュール・ロワ、篠田浩一郎, 岩崎力共訳、至誠堂） 1966
- 『ネロ』（ジェラール・ヴァルテル、みすず書房） 1967
- 『リコ兄弟』（ジョルジュ・シムノン、集英社、シムノン選集6） 1969、集英社文庫 1980
- 『人間その運命』（ルコント・デュ・ヌイ、中条忍共訳、彌生書房） 1970
- 『人格とアナーキー』（エマニュエル・ムーニエ、佐藤昭夫共訳、法政大学出版） 1972
- 『首かざり』（モーパッサン、集英社、ジュニア版世界の文学） 1975
- 『星の輝きを宿した無知』（ギュスターヴ・ティボン、みすず書房） 1976
- 『悪魔の陽のもとに』（ジョルジュ・ベルナノス、春秋社、ジョルジュ・ベルナノス著作集1） 1976
- 『歴史との対話 クリオ』（シャルル・ペギー、中央出版社） 1977
- 『七日七たび フランス・レジスタンスその一記録』（エマニュエル・ダスティエ、冨山房百科文庫） 1978
- 『他者』（ジュリアン・グリーン、「全集」人文書院、ジュリアン・グリーン） 1979
- 『神の足跡を求めて』（ジャック・リヴィエール、「選集」彌生書房） 1979
- 『人みな夜にあって』（ジュリアン・グリーン、「全集」人文書院） 1981
- 『文学と信仰のはざまで クローデルとの往復書簡』（ジャック・リヴィエール、中条忍共訳、「選集」彌生書房） 1982
- 『愛についての試論』（ジャン・ギトン、望月一雄訳、彌生書房） 1983
- 『絵画の記号学 エクリチュール・パンチュール』（ルイ・マラン、篠田浩一郎共訳、岩波書店） 1986
- 『空の英雄メルモーズ』（ジョゼフ・ケッセル、水野綾子共訳、中央公論社） 1988
- 『D・G・ロセッティ』（ジャック・ド・ラングラード、中条省平共訳、みすず書房） 1990
- 『眼は聴く』（ポール・クローデル、みすず書房） 1995
- 『プロポ』1・2（アラン、みすず書房） 2000 - 2003
- 『アラン 芸術について』（アラン、みすず書房、大人の本棚） 2004

### サン＝テグジュペリ関連
- 『城砦』（サン＝テグジュペリ、粟津則雄共訳、みすず書房、サン＝テグジュペリ著作集） 1962
- 『サン＝テグジュペリ 愛と死』（ジュール・ロワ、晶文社） 1969
- 『サン＝テグジュペリの言葉』（訳編、彌生書房） 1973、のち新版 1997
- 『空を耕すひと サン＝テグジュペリの生涯』（カーティス・ケイト、渋沢彰共訳、番町書房） 1974
- 『若き日の手紙』（サン=テグジュペリ、みすず書房） 1978
- 『サン＝テグジュペリ著作集』[4]全11巻・別巻1（みすず書房） 1983 - 1990

「夜間飛行」「人間の土地」ほか。別巻は「証言」と「批評」での作家論。
一部は新編版「サン＝テグジュペリ・コレクション」全7巻 2000 - 2001
- 『サン＝テグジュペリの世界 星と砂漠のはざまに』（リュック・エスタン、岩波書店） 1990
- 『永遠の星の王子さま サン＝テグジュペリ最後の日々』（ジョン・フィリップスほかみすず書房） 1994、図版解説
- 『親愛なるジャン・ルノワールへ』（サン＝テグジュペリ、山崎紅子共訳、ギャップ出版） 2000
- 『小さな王子さま』（サン＝テグジュペリ、みすず書房） 2005
- 『サン＝テグジュペリ デッサン集成』（佐藤久美子共訳、宮崎駿序文、みすず書房） 2007

### テイヤール・ド・シャルダン関連
- 『ある思想の誕生』（テイヤール・ド・シャルダン、「著作集8」みすず書房） 1969
- 『愛について』（テイヤール・ド・シャルダン、みすず書房） 1974
- 『永遠に女性的なるもの テイヤール・ド・シャルダンの一詩篇の研究』（アンリ・ド・リュバック、法政大学出版局） 1980
- 『神のくに・宇宙讃歌』（テイヤール・ド・シャルダン、宇佐見英治共訳、みすず書房） 1984

### シモーヌ・ヴェーユ関連
- 『シモーヌ・ヴェーユの世界』（ダヴィー、晶文社） 1968
- 『シモーヌ・ヴェーユ ある肖像の素描』（リチャード・リース、筑摩叢書） 1972
- 『シモーヌ・ヴェーユ伝』（ジャック・カボー、中条忍共訳、みすず書房） 1974
- 『シモーヌ・ヴェーユ最後の日々』（ジャック・カボー、みすず書房） 1978
- 『カイエ 1』（シモーヌ・ヴェーユ、原田佳彦共訳、みすず書房） 1998

### 記念論集
- 『友情の微笑み』山崎庸一郎古稀記念論文集刊行委員会 2000

## 参考資料
- 「山崎庸一郎略年譜」『友情の微笑み』山崎庸一郎古稀記念論文集刊行委員会 2000